# Hacıhalilarpaç, Erdemli
Hacıhalilarpaç là một xã thuộc huyện Erdemli, tỉnh Mersin, Thổ Nhĩ Kỳ. Dân số thời điểm năm 2011 là 1.047 người.